# Dean Klafurić
Dean Klafurić (Zagreb, Yugoslavia, 26 de julio de 1972) es un ex-futbolista y entrenador croata, siendo el Velež Mostar el último club al que ha dirigido como director técnico. Entre 2009 y 2012 fue entrenador de la selección femenina de fútbol de Croacia.

## Biografía
Dean Klafurić comenzó a trabajar como entrenador en NK Udarnik en 2005. Aceptó el puesto de entrenador en jefe de la selección femenina de Croacia en 2009. En 2012 fue relevado del puesto.
En 2012 comenzó a trabajar con equipos jóvenes en la escuela de fútbol en GNK Dinamo Zagreb de la mano de Romeo Jozak, quien tras ser fichar por el Legia de Varsovia polaco decide llevarse a Klafurić con él. Tras el despido de Jozak, Klafurić asume el control del Legia.

## Palmarés
Legia de Varsovia
- Ekstraklasa (1): 2017–18
- Copa de Polonia (1): 2017–18